# Liste der Werke des Schuwalow-Malers

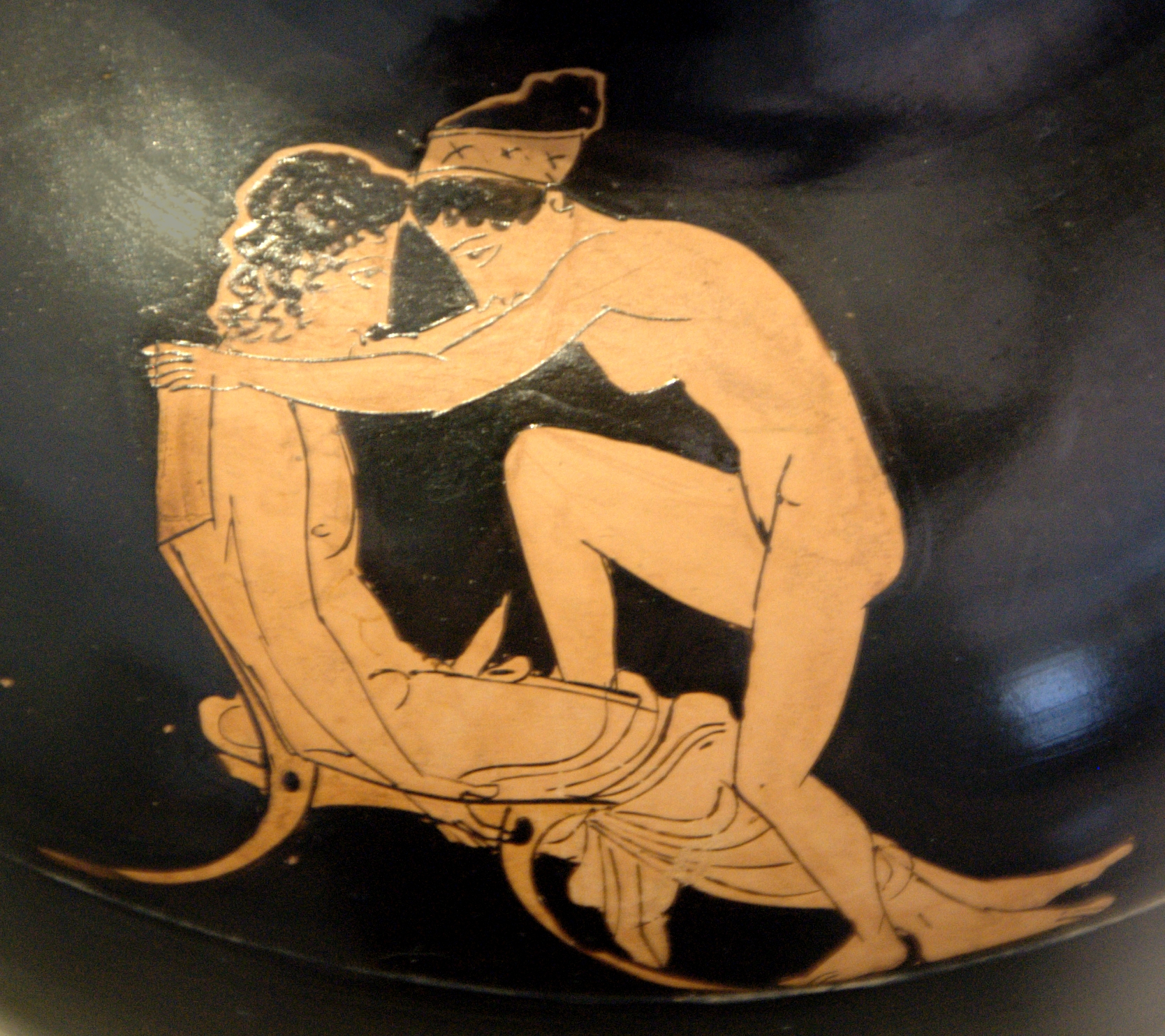
Liebesszene

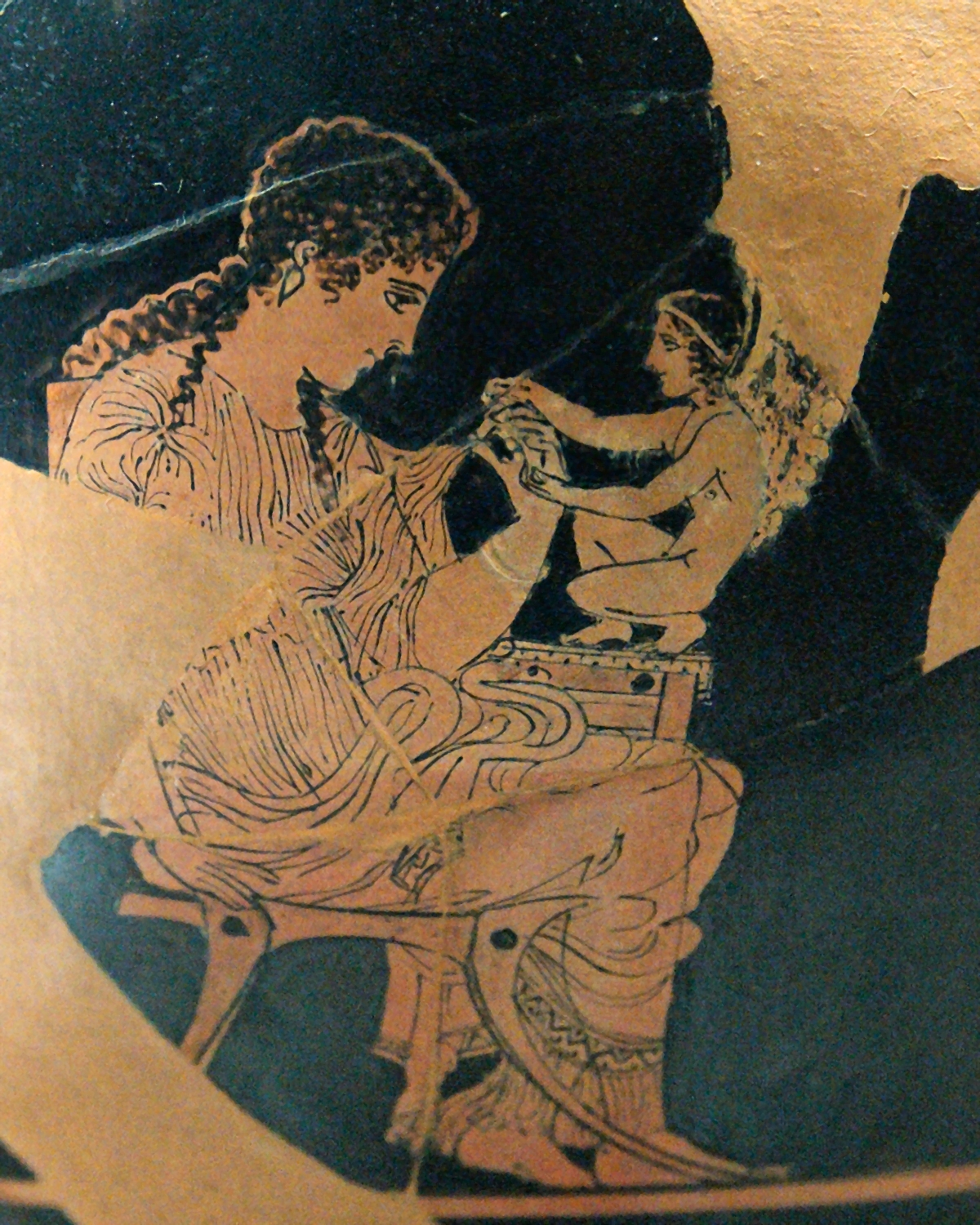
Frau mit Eros

Die Liste der Werke des Schuwalow-Malers verzeichnet alle erhaltenen und bekannten dem Schuwalow-Maler zugeordneten antiken Vasen. Hinzu kommen die Vasen, die seiner Werkstatt, seinen Schülern und seinen Nachfolgern zugeordnet werden, deren Maler bislang nicht als eigenständige Künstler erkannt wurden und deren Werke besonders eng an die des Meisters erinnern. Hinzu kommen die Werke des Malers von London E 208 und des Malers von Boston 03.794, die so sehr an den Schuwalow-Maler erinnern, dass einige ihrer Werke diesem früher zugeordnet wurden.
Die Liste zeigt in der ersten Rubrik die Vasenform. Für genauere Angaben zu den Formen siehe Liste der Formen, Typen und Varianten der antiken griechischen Fein- und Gebrauchskeramik. Die zweite Spalte gibt eine ungefähre Datierung in Jahren v. Chr. an, Spalte drei den Fundort, wenn er bekannt ist und Spalte vier den heutigen Aufbewahrungsort und die dortige Inventarnummer. Unter Publikation werden Angaben zu den Veröffentlichungen in den folgenden Standardwerken gemacht:
- ARV – John D. Beazley: Attic Red-figure Vase-painters. Oxford 1942. 2nd ed. 1963
- Para – John D. Beazley: Paralipomena. Additions to Attic black-figure vase-painters and to Attic red-figure vase-painters. Oxford 1971
- CVA – Corpus Vasorum Antiquorum

Es folgt die Angabe des oder der Bildmotive, vor allem bei größeren Vasen werden Vorderseite (A) und Rückseite (B) unterschieden. Schließlich werden in der vorletzten Spalte weitere Anmerkungen, etwa zum Töpfer (meist der S-Töpfer) und dem Maler der Ornamente, Zustand der Bilder oder Inschriften gemacht. Abgeschlossen wird die Liste mit einer Spalte für Bilder, die jedoch nur gefüllt werden kann, wenn zur jeweiligen Vase ein Bild unter freier Lizenz vorhanden ist.

## Werke des Schuwalow-Malers
| Form                                 | Zeit        | Fundort                                              | Museum/ Nummer                                             | Publikation                                                                    | Motiv | Bemerkung | Bild |
| ------------------------------------ | ----------- | ---------------------------------------------------- | ---------------------------------------------------------- | ------------------------------------------------------------------------------ | --- | --- | ---- |
| Halsamphora                          | 440/35      | Chiusi ?                                             | University of Mississippi P92                              | ARV 1209,55; CVA Robinson 3, Tf. 8,1                                           | A: Krieger und König B: Manteljüngling                                                                                          | S-Töpfer, Zweite Ornamenthand                                                                                                   |      |
| Oinochoe IV                          | 440/35      |                                                      | Kunsthistorisches Museum 898                               | ARV 1206,7                                                                     | zwei Krieger | S-Töpfer, Zweite Ornamenthand, Übermalungen, Fuß und Henkel nicht Original                                                      |      |
| Lekythos, bauchig                    | 440/35      | ehemals Stettin                                      |                                                            | ARV 1210,67                                                                    | Schüler | |      |
| Oinochoe I mit Schnabelmündung       | 440/35      | Athen ?                                              | Privatbesitz                                               | ARV 1208,34                                                                    | Eros | S-Töpfer, Zweite Ornamenthand                                                                                                   |      |
| Oinochoe IV                          | 440/35      | S. Agata sui Due Golfi (Massa Lubrense, bei Sorrent) | Staatliche Kunstsammlungen Dresden. Skulpturensammlung 332 | ARV 1206,9                                                                     | zwei musizierende Frauen und Dienerin                                                                                           | S-Töpfer, Zweite Ornamenthand                                                                                                   |      |
| Oinochoe IV                          | 440/35      |                                                      | Otago Museum, Dunedin E 54.80                              | ARV 1206,6                                                                     | Jüngling nimmt Abschied von einem Mädchen                                                                                       | S-Töpfer, Zweite Ornamenthand                                                                                                   |      |
| Oinochoe II                          | 440/35      | Spina, Valle Trebba                                  | Museo Nazionale di Spina, Ferrara T 857,2502               | ARV 1207,20; Para 463; CVA Ferrara I Tf. 26,3                                  | Theseus verfolgt ein Mädchen und ein zweites fliehendes Mädchen                                                                 | S-Töpfer, Zweite Ornamenthand                                                                                                   |      |
| Oinochoe II                          | 440/35      | Spina, Valle Trebba                                  | Museo Nazionale di Spina, Ferrara T 915,2495               | ARV 1207,18; Para 463; CVA Ferrara I Tf. 26,4                                  | zwei Griechen kämpfen gegen einen Perser                                                                                        | S-Töpfer, Zweite Ornamenthand                                                                                                   |      |
| Oinochoe II                          | 440/35      | Spina, Valle Trebba                                  | Museo Nazionale di Spina, Ferrara T 857,2496               | ARV 1207,14; Para 463; CVA Ferrara I Tf. 26,2                                  | drei aufbrechende Amazonen | S-Töpfer, Zweite Ornamenthand                                                                                                   |      |
| Oinochoe II                          | 440/35      | Spina, Valle Pega                                    | Museo Nazionale di Spina, Ferrara T 364A,8293              |                                                                                | zwei Griechen kämpfen gegen einen Dritten                                                                                       | S-Töpfer, Zweite Ornamenthand                                                                                                   |      |
| Halsamphora                          | 435/30      |                                                      | Louvre G 437                                               | ARV 1209,49; CVA Louvre 8 III Id Tf. 37,4-6                                    | A: Mädchen begrüßt einen heimkehrenden Wanderer B: Manteljüngling                                                               | S-Töpfer, Zweite Ornamenthand, übermalte Henkelpalmetten                                                                        |      |
| Halsamphora                          | 435/30      |                                                      | Sankt Petersburg Б 4308                                    | ARV 1209,50 Para 518                                                           | A: Apollon und Muse B: Manteljüngling                                                                                           | S-Töpfer, Zweite Ornamenthand; Namenvase des Schuwalow-Malers                                                                   |      |
| Halsamphora                          | 435/30      |                                                      | Wien 4400                                                  | ARV 1209,52; CVA Wien 2 Tf. 65,1-3                                             | A: Apollon und Muse B: Manteljüngling                                                                                           | S-Töpfer, Zweite Ornamenthand, Bild übermalt                                                                                    |      |
| Oinochoe                             | 435/30      | Vassallaggi                                          | Museo Archeologico Nazionale Gela T 35,9239                | ARV 1207,28                                                                    | Herrin und Dienerin | S-Töpfer, Zweite Ornamenthand                                                                                                   |      |
| Oinochoe                             | 435/30      | Vassallaggi                                          | Museo Archeologico Nazionale Gela T 45,9236                | ARV 1207,22                                                                    | Apollon und Muse | S-Töpfer, Zweite Ornamenthand                                                                                                   |      |
| Oinochoe                             | 435/30      | Vassallaggi                                          | Museo Archeologico Nazionale Agrigent T 65,1506            |                                                                                | Apollon und Muse | S-Töpfer, Zweite Ornamenthand                                                                                                   |      |
| Oinochoenfragment                    | 435/30      | Locri                                                | Museo Archeologico Nazionale Reggio Calabria 4060          | ARV 1208,47                                                                    | Mädchen flüchtet sich an einen Altar, links Reste einer weiteren Figur                                                          | ursprünglich wohl Dreifigurenbild                                                                                               |      |
| Halsamphora                          | 430/25      |                                                      | ehemals im Kunsthandel Paris                               | ARV 1209,53                                                                    | A: Apollon und Muse B: Manteljüngling                                                                                           | S-Töpfer, Zweite Ornamenthand                                                                                                   |      |
| Halsamphora                          | 430/25 Nola | früher in Paris im Besitz des Comte de Pourtalès 139 | ARV 1209,51                                                | A: Apollon und Muse B: Manteljüngling                                          | | |      |
| Halsamphora                          | 430/25      | Italien                                              | Sankt Petersburg Б 1616                                    | ARV 1209,48; Para 518                                                          | A: Wanderer vor einem sitzenden Alten B: Manteljüngling                                                                         | S-Töpfer, Zweite Ornamenthand                                                                                                   |      |
| Pelike                               | 430/25      | Tarquinia                                            | Museo Nazionale Tarquinia RC 1080                          | ARV 1209,56 / 1220,7                                                           | A: zwei Knaben mit Phiale und Kanne B: Knabe mit Stock                                                                          | S-Töpfer, Zweite Ornamenthand, gehört zur Owen-Gattung                                                                          |      |
| Pelike                               | 430/25      | Cumae                                                | Museo Archeologico Nazionale di Napoli RC 117,85982        | ARV 1209,57                                                                    | A: Mädchen balanciert einen Stock B: Zuschauerinnen                                                                             | S-Töpfer, Zweite Ornamenthand, über dem Kopf des Mädchens auf Seite A Inschrift ΕVΣΩΤΕΡ                                         |      |
| Hydria                               | 430/25      | Kameiros                                             | Cabinet des Médailles 448                                  | ARV 1209,59                                                                    | Apollon und Muse | S-Töpfer, Zweite Ornamenthand                                                                                                   |      |
| Hydria                               | 430/25      | Capua                                                | Antikenmuseum der Universität Heidelberg B 133             | ARV 1209,60                                                                    | Herrin und Dienerin | S-Töpfer, Zweite Ornamenthand                                                                                                   |      |
| Hydria                               | 430/25      |                                                      | ehemals im Kunsthandel in Luzern                           | ARV 1209,61                                                                    | Herrin und Dienerin | S-Töpfer, Zweite Ornamenthand                                                                                                   |      |
| Hydria                               | 430/25      | Nola                                                 | British Museum London E 218                                | ARV 1210,62; CVA London 6 Tf. 90,1                                             | Herrin und Dienerin | S-Töpfer, Zweite Ornamenthand                                                                                                   |      |
| Hydrienfragment                      | 430/25      |                                                      | Antikenmuseum der Universität Heidelberg 198               | ARV 2110,73                                                                    | Dienerin | |      |
| Oinochoe II                          | 430/25      | Spina, Valle Trebba                                  | Museo Nazionale di Spina, Ferrara T 857,2507               | ARV 1207,19; Para 463; CVA Ferrara 1 Tf. 26,1                                  | Mädchen und alter Mann nehmen Abschied von einem Jüngling                                                                       | S-Töpfer, Zweite Ornamenthand                                                                                                   |      |
| Oinochoe II, fragmentiert            | 430/25      | Spina, Valle Trebba                                  | Museo Nazionale di Spina, Ferrara T 313,21414              | ARV 1207,23                                                                    | Apollon und Muse | S-Töpfer, Zweite Ornamenthand; wahrscheinlich bestand das Bild aus drei Personen, als drittes ist eine weitere Muse zu vermuten |      |
| Oinochoe II, Fragmente               | 430/25      | Spina, Valle Trebba                                  | Museo Nazionale di Spina, Ferrara T 313,21413              |                                                                                | nach rechts gerichtete Frau mit erhobener Hand und eine männliche Gestalt die links von einer Säule steht                       | Zweite Ornamenthand, Fragmente stark abgerieben, Malereien nur in Umrissen erhalten                                             |      |
| Oinochoe II                          | 430/25      | Spina, Valle Pega                                    | Museo Nazionale di Spina, Ferrara T 113A,4813              | ARV 1207,17; Para 463; CVA Ferrara 1 Tf. 24,2.5                                | Mädchen überreicht einem einen Helm und ein zweiter Krieger                                                                     | S-Töpfer, Zweite Ornamenthand                                                                                                   |      |
| Oinochoe II                          | 430/25      | Spina, Valle Pega                                    | Museo Nazionale di Spina, Ferrara T 113A,4812              | ARV 1207,16; Para 463; CVA Ferrara 1 Tf. 25,1-3                                | drei Amazonen beim Aufbruch | S-Töpfer, Zweite Ornamenthand                                                                                                   |      |
| Oinochoe II                          | 430/25      | Sasso Marconi                                        | Museo Nazionale Marzabotto                                 |                                                                                | drei Perser | S-Töpfer, Zweite Ornamenthand                                                                                                   |      |
| Oinochoe II                          | 430/25      | Bologna Giardino Margherita                          | Museo Civico Bologna P 343                                 | ARV 1207,14                                                                    | drei Amazonen | S-Töpfer, Zweite Ornamenthand                                                                                                   |      |
| Oinochoe II                          | 430/25      | Bologna Giardino Margherita                          | Kunsthandel Basel: Münzen und Medaillen AG (M+M)           |                                                                                | Apollon und zwei Musen | S-Töpfer, Zweite Ornamenthand                                                                                                   |      |
| Oinochoe IV                          | 430/25      | Italien                                              | Hessisches Landesmuseum Kassel T 43                        | ARV 1206,1                                                                     | Hermione, die am Apollonaltar von Orestes bedroht wird                                                                          | S-Töpfer, Zweite Ornamenthand                                                                                                   |      |
| Oinochoe IV                          | 430/25      |                                                      | ehemals im Kunsthandel Frankfurt/Main                      |                                                                                | ein Krieger und dessen Gefährte nehmen Abschied von einem Mädchen                                                               | S-Töpfer, Zweite Ornamenthand                                                                                                   |      |
| Oinochoe IV                          | 430/25      | Spina, Valle Pega                                    | Museo Nazionale di Spina, Ferrara sequestro Milano 29772   | ARV 1206,8; Para 463; CVA Ferrara 1 Tf. 24,1                                   | Eos verfolgt Kephalos und ein fliehender Gefährte des Kephalos                                                                  | S-Töpfer, Zweite Ornamenthand                                                                                                   |      |
| Oinochoe IV                          | 430/25      | Spina, Valle Trebba                                  | Museo Nazionale di Spina, Ferrara sequestro Venezia 2505   | ARV 1206,3; Para 463; CVA Ferrara 1 Tf. 23,3                                   | Theseus verfolgt ein Mädchen und ein alter Mann                                                                                 | S-Töpfer, Zweite Ornamenthand                                                                                                   |      |
| Oinochoe IV                          | 430/25      | Spina, Valle Trebba                                  | Museo Nazionale di Spina, Ferrara sequestro Venezia 2512   | ARV 1206,2; Para 463; CVA Ferrara 1 Tf. 23,1-2                                 | Gorgo verfolgt Perseus, zwischen ihnen Athene                                                                                   | S-Töpfer, Zweite Ornamenthand                                                                                                   |      |
| Oinochoe IV                          | 430/25      | Spina, Valle Pega                                    | Museo Nazionale di Spina, Ferrara T 418B,15389             | ARV 1206,9bis                                                                  | Mädchen überreicht einen Kranz an einen Jüngling, ein weiterer Jüngling, am linken Rand eine Säule                              | S-Töpfer, Zweite Ornamenthand                                                                                                   |      |
| Oinochoe IV                          | 430/25      | Spina, Valle Pega                                    | Museo Nazionale di Spina, Ferrara T 135A,5060              |                                                                                | Iolaos, Herakles und Nike | S-Töpfer, Zweite Ornamenthand                                                                                                   |      |
| Oinochoe IV                          | 430/25      |                                                      | Accademia dei Lincei, Rom 2772                             | ARV 1206,10                                                                    | Eros fliegt auf eine sitzende Frau zu                                                                                           | S-Töpfer, Zweite Ornamenthand; Kanne sollte sich eigentlich im Palazzo Corsini befinden, ist dort jedoch nicht mehr auffindbar  |      |
| Oinochoe IV                          | 430/25      | Tanagra                                              | Louvre CA 1289                                             | ARV 1206,11                                                                    | Eros | S-Töpfer, Zweite Ornamenthand                                                                                                   |      |
| Oinochoe IV                          | 430/25      |                                                      | Privatbesitz in Los Angeles                                | ARV 1206,10bis; Para 463                                                       | opfernder Apollon | S-Töpfer, Zweite Ornamenthand                                                                                                   |      |
| Oinochoe VII                         | 430/25      |                                                      | Privatbesitz                                               | ARV 1208,47                                                                    | Apollon verfolgt ein Mädchen, zweites fliehendes Mädchen, am Hals eine Eule                                                     | S-Töpfer, Zweite Ornamenthand; stark, zum Teil verfälschend, übermalt                                                           |      |
| Oinochoe I mit Schnabelmündung       | 430/25      | Koropi                                               | Ashmolean Museum Oxford 1934.337                           | ARV 1208,33                                                                    | Herrin und Dienerin | S-Töpfer, Zweite Ornamenthand                                                                                                   |      |
| Oinochoe Va                          | 430/25      | Spina, Valle Pega                                    | Museo Nazionale di Spina, Ferrara sequesto Argenta 30040   | ARV 1208,462; Para 463; CVA Ferrara 1 Tf. 28,5-6                               | zwei Frauen | S-Töpfer, Zweite Ornamenthand                                                                                                   |      |
| Oinochoe Va, fragmentiert            | 430/25      | Italien                                              | Louvre CP 11026                                            | ARV 1208,43                                                                    | Mädchen und Jünglinge | S-Töpfer, Zweite Ornamenthand                                                                                                   |      |
| Kantharos Typus A                    | 430/25      | Certosa di Bologna                                   | Museo Civico Bologna P 467                                 | ARV 1251,40                                                                    | A: drei Amazonen B: Nike und Krieger                                                                                            | S-Töpfer ?, Zweite Ornamenthand; bei der Restaurierung stark ergänzt                                                            |      |
| Oinochoe IX                          | 430/25      | Locri                                                | Antikensammlung Berlin F 2414                              | ARV 1208,41.1704; Para 463; CVA Berlin-Charlottenburg 3 Taf. 145, 2. 146, 1-2. | Liebesszene | S-Töpfer, Zweite Ornamenthand; einzig bekannte Vase dieses Typs mit figürlicher Bemalung                                        |      |
| Chous                                | 430/25      | Cerveteri ?                                          | Antikensammlung der Universität Leipzig T 3945             | ARV 1208,37                                                                    | zwei Knaben mit Lyren | S-Töpfer, Zweite Ornamenthand                                                                                                   |      |
| Chous                                | 430/25      |                                                      | Musée d’art et d’histoire (Genf) inv. 20334                | ARV 1208,36bis, Para 463                                                       | Apollon und Knabe | S-Töpfer, Zweite Ornamenthand; Figuren zum Teil übermalt                                                                        |      |
| Chous                                | 430/25      | Nola                                                 | Antikensammlung Berlin F 2417                              | ARV 1208,35; Para 463; CVA Berlin-Charlottenburg 3 Tf. 145,3                   | drei Knaben beim Ephedrismos-Spiel                                                                                              | S-Töpfer, Zweite Ornamenthand; mit Ergänzungen; Inschrift ΚΑΛΟΣ                                                                 |      |
| Halsamphora                          | 425/20      | Rheneia                                              | Museum Mykonos 1424                                        | ARV 1209,54                                                                    | A: Theseus verfolgt ein Mädchen, B: Manteljüngling                                                                              | S-Töpfer, Zweite Ornamenthand                                                                                                   |      |
| Hydria                               | 425/20      |                                                      | Sankt Petersburg Б 4309                                    | ARV 1210,64; Para 518                                                          | Eros und Mädchen | S-Töpfer, Zweite Ornamenthand                                                                                                   |      |
| Hydria                               | 425/20      | Italien                                              | Rijksmuseum Den Haag 634                                   | ARV 1209,58                                                                    | Eros verfolgt ein und Mädchen                                                                                                   | S-Töpfer, Zweite Ornamenthand                                                                                                   |      |
| Hydria                               | 425/20      |                                                      | Metropolitan Museum of Art New York City 41.162.89         | ARV 1210,63; CVA Gallatin Tf. 24,8                                             | Herrin und Dienerin | S-Töpfer, Zweite Ornamenthand                                                                                                   |      |
| Hydria, Fragment                     | 425/20      |                                                      | Cleveland Museum of Art 15.533 D+E                         | ARV 1210,75; CVA Cleveland 1 Tf. 39,3                                          | Herrin | |      |
| Oinochoe IV                          | 425/20      | Spina, Valle Pega                                    | Museo Nazionale di Spina, Ferrara T 133A,5029              | ARV 1206,5                                                                     | drei Amazonen beim Aufbruch | S-Töpfer, Zweite Ornamenthand                                                                                                   |      |
| Oinochoe IV                          | 425/20      | Spina, Valle Trebba                                  | Museo Nazionale di Spina, Ferrara T 512,2509               | ARV 1206,4; Para 463; CVA Ferrara 1 Tf. 23-4-5                                 | Polyneikes und Eriphyle sowie eine Dienerin                                                                                     | S-Töpfer, Zweite Ornamenthand                                                                                                   |      |
| Oinochoe IV                          | 425/20      |                                                      | Los Angeles County Museum of Art AC1992.152.20             |                                                                                | Apollon auf einem Stein sitzend                                                                                                 | |      |
| Oinochoe II                          | 425/20      | Bologna Fondo Arnoaldi                               | Museo Civico Bologna P 346                                 | ARV 1207,21                                                                    | Theseus verfolgt ein Mädchen sowie ein zweites fliehendes Mädchen                                                               | S-Töpfer, Zweite Ornamenthand                                                                                                   |      |
| Oinochoe II                          | 425/20      |                                                      | Museo Archeologico Nazionale Bari inv. 1402                | ARV 1207,29                                                                    | Apollon verfolgt ein Mädchen | S-Töpfer, Zweite Ornamenthand                                                                                                   |      |
| Oinochoe II                          | 425/20      | Italien                                              | Sankt Petersburg Б 4522                                    | ARV 1207,30; Para 518                                                          | Apollon verfolgt ein Mädchen | S-Töpfer, Zweite Ornamenthand; Replik der Oinochoe aus Bari (oben); Teile der Kleidung nicht fertig ausgezeichnet               |      |
| Oinochoe II                          | 425/20      |                                                      | Privatbesitz                                               | ARV 1207,26bis                                                                 | Eros als Diener eines Mädchens sowie eine Dienerin                                                                              | S-Töpfer, Zweite Ornamenthand; teilweise Übermalungen                                                                           |      |
| Oinochoe II                          | 425/20      | Spina, Valle Pega                                    | Museo Nazionale di Spina, Ferrara T 343B,9925              |                                                                                | drei an einem Altar opfernde Jünglinge                                                                                          | S-Töpfer, Zweite Ornamenthand                                                                                                   |      |
| Oinochoe II mit hochgezogenem Henkel | 425/20      | Athen                                                | British Museum London E 522                                | ARV 1207,32                                                                    | Opferdiener | S-Töpfer, Zweite Ornamenthand                                                                                                   |      |
| Oinochoe II                          | 425/20      | Spina, Valle Pega                                    | Museo Nazionale di Spina, Ferrara T 40A,3941               | ARV 1206,12; Para 463; CVA Ferrara 1 Tf. 24,3-4                                | Polyneikes und Eriphyle | S-Töpfer, Zweite Ornamenthand                                                                                                   |      |
| Oinochoe II                          | 425/20      | Spina, Valle Pega                                    | Museo Nazionale di Spina, Ferrara T 31A,3812               | ARV 1206,13                                                                    | Paris und Helena, von einer dritten Figur ist ein Stück des Gewandes in Kniehöhe erhalten, dritte Person war wohl eine Dienerin | S-Töpfer, Zweite Ornamenthand                                                                                                   |      |
| Oinochoe II                          | 425/20      | Spina, Valle Pega                                    | Museo Nazionale di Spina, Ferrara T 39A,3884               | ARV 1207,24                                                                    | Apollon zwischen zwei Musen | S-Töpfer, Zweite Ornamenthand                                                                                                   |      |
| Oinochoe II                          | 425/20      | Italien                                              | Sankt Petersburg Б 1615                                    | ARV 1207,31; Para 518                                                          | Apollon | S-Töpfer, Zweite Ornamenthand; Verwendung purpurroter Deckfarbe für den Wein                                                    |      |
| Oinochoe Va, fragmentiert            | 425/20      |                                                      | Eberhard Karls Universität Tübingen E 119 inv. 1506        | ARV 1208,42                                                                    | Apollon zwischen zwei Musen | Zweite Ornamenthand |      |
| Oinochoe Va, fragmentiert            | 425/20      | Italien                                              | Louvre Cp 11025                                            | ARV 1208,45                                                                    | von einem Mädchen Abschied nehmender Jüngling                                                                                   | |      |
| Oinochoe Va                          | 425/20      | Italien                                              | Louvre Cp 11024                                            | ARV 1208,44                                                                    | Jüngling mit Vogel und ein alter Mann                                                                                           | S-Töpfer, Zweite Ornamenthand                                                                                                   |      |
| Chous                                | 425/20      |                                                      | Metropolitan Museum of Art New York City 08.258.24         | ARV 1208,39                                                                    | zwei Knaben beim Weihrauchopfer                                                                                                 | S-Töpfer, Zweite Ornamenthand, gehört zur Hamilton-Gattung                                                                      |      |
| Oinochoe II                          | 420/10      | Italien                                              | Jagdschloss Fasanerie Adolphseck 67                        | ARV 1207,26; CVA Adolphseck 1 Tf. 43,5-8                                       | Dienerin, Herrin und Eros | S-Töpfer, Zweite Ornamenthand; stark übermalt                                                                                   |      |
| Oinochoe II                          | 420/10      | Italien                                              | Schloss Fasanerie Adolphseck 68                            | ARV 1207,25; CVA Adolphseck 1 Tf. 43,1-2                                       | Apollon zwischen zwei Musen | S-Töpfer, Zweite Ornamenthand                                                                                                   |      |
| Oinochoe II, fragmentiert            | 420/10      | Athen                                                | Louvre CA 1589bis                                          |                                                                                | Eros | Zweite Ornamenthand |      |
| Chous                                | 420/10      | Griechenland                                         | Privatbesitz in Athen                                      | ARV 1208,40                                                                    | rennender Knabe | nahe der Hamilton-Gattung |      |
| Kantharos Typus A                    | 420/10      | Athen                                                | Louvre CA 1587                                             | ARV 1210,69                                                                    | A: Hanschlag zwischen Athene und Herakles sowie ein Diener; B: Eros zwischen zwei Knaben                                        | S-Töpfer ?, Zweite Ornamenthand; Inschrift ΑΛVΓνΤΟ                                                                              |      |
| Skyphos korinthischer Typus          | 420/10      | Athen                                                | Louvre CA 1588                                             | ARV 1210,71                                                                    | A: Frau mit Eros; B: Dienerin                                                                                                   | Dritte Ornamenthand (gehört zur Akanthos-Gruppe)                                                                                |      |
| Pyxis Typus C                        | 420/10      | Athen                                                | Louvre CA 1586                                             | ARV 1210,68                                                                    | Deckel: Eros verfolgt ein Mädchen (zweimal)                                                                                     | |      |
|                                      |             | Italien                                              | ehemals in Neapel                                          | ARV 1210,72                                                                    | | verschollen; aus der Sammlung William Hamiltons; heute möglicherweise in London                                                 |      |
| Hydria                               |             | Ialysos                                              | vormals in Rhodos                                          | ARV 1210,66                                                                    | Mädchen | im Zweiten Weltkrieg verschollen                                                                                                |      |
| Hydria                               |             |                                                      | Antikensammlung Berlin inv. 3685                           | ARV 1210,65                                                                    | Eros und Mädchen | |      |
| Kantharos in einer Spezialform       |             |                                                      | Antikensammlung Berlin inv. 3658                           | ARV 1210,70                                                                    | zwei Krieger | |      |
| Hydria                               |             | Falerii                                              | heute wohl in Civita Castellana                            | ARV 1212,6                                                                     | zwei Frauen | |      |

## Schule des Schuwalow-Malers
| Form        | Zeit   | Fundort | Museum/ Nummer                       | Publikation                                 | Motiv                                              | Bemerkung | Bild |
| ----------- | ------ | ------- | ------------------------------------ | ------------------------------------------- | -------------------------------------------------- | --- | ---- |
| Halsamphora | 440/25 |         | Petit Palais Paris 306               | ARV 1211,1; CVA Louvre 1 Tf. 12,4-5.13,1-5  | A: Herrin und Dienerin; B: Alter Mann und Jüngling | S-Töpfer, Zweite Ornamenthand                                                                                         |      |
| Hydria      | 440/25 |         | British Museum London 1920.3-15.4    | ARV 1211,1; Para 464; CVA London 6 Tf. 88,9 | Herrin und Dienerin                                | S-Töpfer, Zweite Ornamenthand                                                                                         |      |
| Hydria      | 440/25 |         | Sankt Petersburg Б 267               | Para 518                                    | Herrin und Dienerin                                | S-Töpfer, Zweite Ornamenthand                                                                                         |      |
| Hydria      | 440/25 | Nola    | Castle Ashby House 75                | ARV 1212,7                                  | Herrin und Dienerin                                | S-Töpfer, Zweite Ornamenthand; Fuß ergänzt, nicht zugehörige Scherbe in rechter Figur, Spiegelbild ist modern ergänzt |      |
| Fragment    | 440/25 |         | Museo Archeologico Nazionale Florenz | ARV 1210,74; CVA Florenz 1 Tf. 14           | Sitzende Frau                                      | |      |

## Art des Schuwalow-Malers
| Form               | Zeit   | Fundort | Museum/ Nummer               | Publikation | Motiv                                                     | Bemerkung | Bild |
| ------------------ | ------ | ------- | ---------------------------- | ----------- | --------------------------------------------------------- | --------- | ---- |
| Nolanische Amphora | 440/25 |         | Petit Palais Paris ADUT00317 |             | A: Junger Mann und sein Musiklehrer (Herakles und Linos?) |           |      |

## Werkstatt des Schuwalow-Malers
| Form                      | Zeit        | Fundort       | Museum/ Nummer                                        | Publikation                           | Motiv                                                                                     | Bemerkung | Bild |
| ------------------------- | ----------- | ------------- | ----------------------------------------------------- | ------------------------------------- | ----------------------------------------------------------------------------------------- | --- | ---- |
| Halsamphora               | 435/20      |               | Czartoryski-Museum Krakau inv. n. MNK XI-1229         | ARV 1211 Mitte; CVA Krakau 1 Tf. 12,3 | A: Herrin und Dienerin; B: Manteljüngling                                                 | |      |
| Hydria                    | 435/20      | Athen         | Bryn Mawr College P 103                               | CVA Bryn Mawr 1 Tf. 36,5.37           | Nike fliegt ein Kästchen haltend auf einen Altar zu                                       | S-Töpfer, Zweite Ornamenthand                                                                                    |      |
| Chous                     | 435/20      | Viterbo       | British Museum London E 525                           | ARV 1208,38; Para 463                 | zwei Knaben beim Unterricht                                                               | S-Töpfer |      |
| Chous                     | 435/20      |               | Museo Nazionale Etrusco di Villa Giulia Rom 50511     |                                       | Dionysos mit einem kleinen Satyr-Diener während der Anthesterien                          | S-Töpfer, Zweite Ornamenthand                                                                                    |      |
| Chous                     | 435/20      |               | Museo Archeologico Nazionale Florenz inv. 94703 (323) | CVA Florenz 1 Tf. 22,323              | Herakles und Athene                                                                       | S-Töpfer, Zweite Ornamenthand                                                                                    |      |
| Oinochoe II               | 435/20      | Italien       | Louvre G 572                                          |                                       | Apollon zwischen Leto und Artemis oder zwei Musen                                         | S-Töpfer, Zweite Ornamenthand; zum Teil starke Übermalungen                                                      |      |
| Oinochoe IV               | 435/20      |               | Archäologisches Nationalmuseum Neapel ohne Nummer     |                                       | Mädchen mit einem Helm, ein Abschied nehmender Krieger und eine Spende vorbereitende Nike | S-Töpfer |      |
| Oinochoe VII              | 435/20      | Saint-Mauront | Musée Borély Marseille inv. 3593                      |                                       | zwei Krieger nehmen von einem Mädchen Abschied                                            | S-Töpfer |      |
| Oinochoe IV, fragmentiert | 435/20      | Italien       | Louvre CP 12360                                       |                                       | nur noch Reste des Eierstab-Ornaments vorhanden                                           | S-Töpfer, Zweite Ornamenthand; erhalten sind der Henkel, Teile der Mündung und des oberen Teils des Vasenkörpers |      |
| Bauchlekythos             | Ende 5. Jh. | Athen         | Martin-Luther-Universität Halle-Wittenberg 162        |                                       | Ornament („Schuwalow-Blüte“)                                                              | Dritte Hand |      |
| Hydria                    | 435/20      | Falerii       | unbekannt, wohl in Civita Castellana                  | ARV 1212,6                            | zwei Frauen                                                                               | |      |

## Nachfolger des Schuwalow-Malers
| Form                    | Zeit | Fundort | Museum/ Nummer | Publikation                  | Motiv | Bemerkung                                                                        | Bild |
| ----------------------- | ---- | ------- | -------------- | ---------------------------- | --- | -------------------------------------------------------------------------------- | ---- |
| Lekythos, Tallboy-Typus | 410  |         | Privatbesitz   | ARV 1690 zu 1326,66ter. 1705 | Aphrodite leitet Eros und Pothos bei der Hilfe im Bade für ein junges Mädchen an, wobei zwei Göttinnen zusehen | Töpfer Phintias ?, Dritte Ornamenthand; Bild zeigt wohl das Bad vor der Hochzeit |      |

## Maler von Boston 03.794
| Form        | Zeit   | Fundort | Museum/ Nummer                                | Publikation | Motiv                             | Bemerkung                                                                     | Bild |
| ----------- | ------ | ------- | --------------------------------------------- | ----------- | --------------------------------- | ----------------------------------------------------------------------------- | ---- |
| Oinochoe II | 440/30 |         | Museum of Fine Arts Boston 03.794             | ARV 1211,2  | Krieger vor einem sitzenden Alten | M-Töpfer ?, Zweite Ornamenthand, falsch ergänztes Zentrum des Henkelornaments |      |
| Oinochoe II | 440/30 |         | Archäologisches Nationalmuseum Neapel Stg 274 | ARV 1207,27 | zwei Frauen beim Musizieren       | Zweite Ornamenthand, Übermalung im Henkelornament                             |      |

## Maler von London E 208
| Form              | Zeit   | Fundort | Museum/ Nummer                                           | Publikation                                 | Motiv               | Bemerkung                                                        | Bild |
| ----------------- | ------ | ------- | -------------------------------------------------------- | ------------------------------------------- | ------------------- | ---------------------------------------------------------------- | ---- |
| Hydria            | 430/20 | Nola    | British Museum London E 208                              | ARV 1211,3; CVA London 6 Tf. 88,8           | Herrin und Dienerin | S-Töpfer, Zweite Ornamenthand                                    |      |
| Hydria            | 430/20 | Nola    | British Museum London E 208                              | ARV 1212,4; Para 464; CVA London 6 Tf. 89,1 | Herrin und Dienerin | S-Töpfer, Zweite Ornamenthand                                    |      |
| Hydria            | 430/20 |         | Musée des Beaux-Arts Lyon H-1860                         | ARV 1211,2                                  | Herrin und Dienerin | Zweite Ornamenthand                                              |      |
| Hydria            | 430/20 |         | Historisches Museum Bern 12409                           | ARV 1212,5                                  | Apollon uns Muse    | S-Töpfer, Zweite Ornamenthand                                    |      |
| Chous             | 430/20 |         | Königliche Museen für Kunst und Geschichte Brüssel R 228 | ARV 1208,36                                 | Apollon uns Muse    | S-Töpfer, Zweite Ornamenthand; Figuren wurden teilweise übermalt |      |
| Lekythos, bauchig | 430/20 | Athen   | Aphoria Attikis Athen T.E. 1232                          | Para 464                                    | Herrin und Dienerin | S-Töpfer ?, Zweite Ornamenthand                                  |      |

## Umstrittene Zuschreibungen
| Form        | Zeit    | Fundort | Museum/ Nummer                               | Publikation              | Motiv                     | Bemerkung                                      | Bild |
| ----------- | ------- | ------- | -------------------------------------------- | ------------------------ | ------------------------- | ---------------------------------------------- | ---- |
| Halsamphora | 420     |         | Staatliche Antikensammlungen 2342 (= J 774)  | CVA München 2 Tf. 69,1-2 | A: ?; B: Reitende Amazone | Zuschreibung auch an Aison oder ohne Zuordnung |      |
| Amphoriskos | 420/400 |         | Museo Arqueológico Nacional de España Madrid |                          | Herrin und Dienerin       |                                                |      |
| Oinochoe    | 425/400 |         | Reiss-Museum Mannheim Cg 426                 |                          | Myrtenzweigdekor          |                                                |      |